# George Gaynes
George Gaynes (16. května 1917 Helsinky – 15. února 2016) byl americký filmový a televizní herec.

## Život
Původním jménem George Jongejans se narodil v Helsinkách. V té době patřilo Finsko pod ruské impérium. Jeho otec byl podnikatel Gerrit Jongejans a jeho matka umělkyně Iya Grigorijevna de Gay, strýc známý jako Gregory Gaye byl rovněž hercem.  Jeho rodina opustila Finsko v jeho dospívání,  vyrůstal především ve Francii, Anglii a Švýcarsku. Už od mládí vynikal pěveckým nadáním, a tak v italském Milánu studoval operu. Do začátku 2. světové války zpíval v operních scénách, jak v Itálii, tak ve Francii.
George Gaynes žil za druhé světové války ve Francii. Francie prohrála bitvu na východní frontě a začalo okupování nacistickým Německem. George se pokusil utéct do neutrálního Španělska, to se mu nepovedlo a rozhodl se zapsat k námořnictvu královského Nizozemska. 
Během své námořní služby ve druhé světové válce se George zúčastnil spojenecké invaze na Sicílii, vylodění u Anzia v italském tažení a tažení na Jadran. Válka skončila v roce 1945 a George byl čestně propuštěn v červenci 1946. Jeho nejvyšší vojenská hodnost byla seržant.

### herecká kariéra
Po 2. světové válce se Gaynes vrátil do Francie, ale dostal nabídku na roli v USA. Přestěhoval do Ameriky, kde získal občanství. Proslavil se na Broadwayi jako muzikálový herec. Kromě vynikajícího hlasu ho proslavila i jeho komediální stránka. Gaynes střídal scénické muzikály a komediální i dramatické hry. Jeho nejznámější kreace z této doby jsou úloha Boba Bakera v muzikálu Wonderful Town z roku 1953 a role Henryho Higginse v divadelní verzi My Fair Lady Postupně se začal objevovat i v televizi, kde se setkal i s Peterem Falkem. Jeho televizní kariéra začínala v seriálech. Objevil  ve dvou epizodách detektivní série „Columbo“,anebo propůjčil svůj hlas animovanému charakteru ze seriálu „Punky Brewster“.
George začal objevovat jako charakterní herec v různých televizních seriálech. Byla mu nabídnuta i řada filmových rolí. Největší slávy dosáhl, když se objevil v prvním díle Policejní akademie z roku 1984. S Policejní akademií prožil všech 7 dílů. Ztělesnil potrhlého náčelníka policejní školy Erica Lassarda. To byla pravděpodobně jeho nejpamátnější role a poprvé mu získala uznání celebrit.
V 90. letech se jeho kariéra opět zpomalila, ve filmech se objevil jen párkrát. Hrál ve filmu Líbánky a poté odešel do důchodu. Bylo mu 86 let a již nemohl hrát fyzicky náročné role. 

## Osobní život
Gaynes byl ženatý s divadelní a televizní herečkou a tanečnicí Allyn Ann McLerieovou od 20. prosince 1953 až do své smrti; měli dvě děti, Matthew Gaynes a Iya Gaynes Falcone Brown. Matthew se dostal do užšího výběru amerického olympijského týmu na kajaku v roce, kdy prezident Jimmy Carter bojkotoval letní olympijské hry v roce 1980 po sovětské invazi do Afghánistánu.
Gaynes se v roce 1989 připojil k obsazení seriálu své manželky Dny a noci Molly Doddové , McLerie a on spolu dříve pracovali na Punky Brewster.
Gaynes zemřel v domě své dcery, 15. února 2016 ve věku 98 let.

## Filmografie
- 2003	Líbánky
- 1997	Vrtěti psem
- 1996	Čarodějky ze Salemu
- 1994	Fantastic Four, The
- 1994 Policejní akademie 7: Moskevská mise
- 1994 Vanya on 42nd Street
- 1993	Stepmonster (video film)
- 1992	Hearts Afire (TV seriál)
- 1989	Policejní akademie 6: Město v obklíčení
- 1988	Policejní akademie 5: Nasazení v Miami Beach
- 1987	Days and Nights of Molly Dodd, The (TV seriál)
- 1987 Policejní akademie 4: Občanská patrola
- 1987 Tassinaro a New York, Un
- 1986	Policejní akademie 3: Znovu ve výcviku
- 1985	It's Punky Brewster (TV seriál)
- 1985 Policejní akademie 2
- 1984	It Came Upon the Midnight Clear (TV film)
- 1984	Micki + Maude
- 1984	Mom's On Strike (TV film)
- 1984	Policejní akademie
- 1984	Punky Brewster (TV seriál)
- 1983	Být či nebýt
- 1983	I'm Going to Be Famous
- 1982	Mrtví muži nenosí skotskou sukni
- 1982	Tootsie
- 1981	Evita Peron (TV film)
- 1980	Mutace
- 1980	Scruples (TV seriál)
- 1977	The Girl in the Empty Grave (TV film)
- 1977	Washington: Behind Closed Doors (TV seriál)
- 1976	Baa Baa Black Sheep (TV film)
- 1976	Bijásek
- 1976	Captains and the Kings (TV seriál)
- 1976	Harry a Walter jedou do New Yorku
- 1976	Rich Man, Poor Man - Book II (TV seriál)
- 1976	Woman of the Year (TV film)
- 1975	Song of the Succubus (TV film)
- 1975	Trilogy of Terror (TV film)
- 1973	Columbo: To je vražda, řeklo portské (TV film)
- 1973	Chlapec, který spatřil vlkodlaka
- 1973	Slaughter's Big Rip-Off
- 1973	Takoví jsme byli
- 1972	Columbo: Etuda v černém (TV film)
- 1971	Doctors' Wives
- 1969	Zajati vesmírem
- 1966	Parta
- 1964	Kočky
- 1955	One Touch of Venus (TV film)
- 1951	Search for Tomorrow (TV seriál)
- 1950	NBC Television Opera Theatre (TV seriál)